# Vladilen Viatcheslavovitch Léontiev
Pour les articles homonymes, voir Léontiev.
Vladilen Viatcheslavovitch Léontiev (en russe Владилен Вячеславович Леонтьев), né le 15 mars 1928 à Tchoumikan (raïon de Tougour-et-Tchoumikan) dans le kraï de Khabarovsk et mort le 28 juin 1988 à Magadan, est un écrivain, historien-ethnographe, folkloriste, traducteur et enseignant russe.

## Biographie
Au printemps 1935, la famille Léontiev quitte le kraï de Khabarovsk pour s'installer à Ouelen, ex-centre administratif de la région de Tchoukotka. Le chef de famille, Viatcheslav Mikhaïlovitch Léontiev, ancien participant actif à la guerre civile dans la région de l'Amour, est nommé premier directeur de l'atelier de sculpture sur os d'Ouelen.
Vladilen Léontiev suit les cours de la première année, où il est le seul élève russe dans une classe d'enfants tchouktches. Il maîtrise rapidement la langue tchouktche et développe dès son plus jeune âge un amour pour le folklore national local.
Diplômé du lycée d'Anadyr, il travaille ensuite comme marin, mécanicien automobile et pêcheur, maîtrisant en même temps le métier d'artiste-sculpteur sur os. Il est appelé au service militaire obligatoire dans une unité d'aviation près de Moscou, mais est libéré pour des raisons de santé (tuberculose) et retourne à Ouelen. En 1949, parlant couramment la langue tchouktche, il entre dans la branche nord de l'Université pédagogique d'État de Léningrad à Herzen. Au cours de ses études, il traduit en Tchouktche des poèmes de Maïakovski, des œuvres de Gaidar, Vitali Bianchi et de Dmitri Mamine-Sibiriak. Cependant, en 1952, il interrompt ses études et retourne à Ouelen, où il travaille comme enseignant et devient directeur d'école.
En 1956, il s'installe à Magadan, où il commence à travailler comme inspecteur du département régional de l'éducation publique, tout en complétant ses études interrompues à l'Institut pédagogique de Khabarovsk. A cette époque, il publie ses premiers ouvrages scientifiques et méthodologiques, dont l'un des derniers en Union soviétique, un manuel sur l'alphabétisation des adultes, ainsi que des manuels pour les classes primaires. À partir de 1958, il publie l'almanach На севере дальнем (« Dans le Grand Nord ») et, en 1962, son premier livre В чукотском море (« Dans la mer des Tchouktches »), qui est ensuite édité dans sa propre traduction en Tchouktche.
Léontiev est employé à partir de 1964 à l'Institut de recherche intégré du Nord-Est de Magadan dans le laboratoire d'archéologie et d'ethnographie sous la direction de Nikolai Dikov (fi), où il travaillera jusqu'à la fin de sa vie. En 1969, à Novossibirsk, il soutient avec succès sa thèse de doctorat Народы Чукотки на современном этапе коммунистического строительства (1958—1967 гг) (« Les peuples de Tchoukotka au stade actuel de la construction communiste (1958-1967) »).
Parallèlement à son travail scientifique, il continue de publier ses œuvres artistiques, dont la principale est la dilogie Антымавле — торговый человек (Antymavle - un commerçant). En 1970, il est accepté comme membre de l'Union des écrivains soviétiques. Peu de temps après, il commence à rassembler des documents sur l'ethnographie du plus petit peuple de l'Extrême-Nord-Est - les Kéreks. Il dirige trois expéditions sur le terrain dans la partie sud de la Tchoukotka, qui aboutissent aux livres Этнография и фольклор кереков (« Ethnographie et folklore des Kéreks ») et По земле древних кереков (« Au pays des anciens Kéreks »). Il enregistre également et traduit des contes de fées et des légendes tchouktches.
Depuis le milieu des années 1950, Léontiev collecte des informations sur l'origine des villages tchouktches et koriaks, des rivières et des montagnes, ainsi que sur les légendes toponymiques qu'il regroupe dans un ouvrage qui sera publié après sa mort, Топонимический словарь северо-востока СССР (Dictionnaire toponymique du nord-est de l'URSS), qui comprend plus de 9 000 articles sur l'origine des noms géographiques de la Tchoukotka, de la Kolyma, du Koryakia, du Kamtchatka et de la partie orientale de la Yakoutie.
En 1982-1985, il dirige l'Organisation régionale des écrivains de Magadan.

## Distinction
- 1963 : Ordre de l'Amitié des peuples